# Кодак (крепост)
Кода́к или Койдак (на полски: Kudak) е почти изцяло разрушена крепост, съществувала на десния бряг на река Днепър, на 1,5 км от южните граници на град Днепър, на съвременната територия на село Старие Кодаки.
Самото име „Кодак“, в превод от тюркски, означава „селище на планина“.

## История
Основана е през юли 1635 г., с цел да се защити изходът към Черно море и да се възпрепятства бягството на селяни в Запорожието. Друг източник посочва изграждането на крепостта с цел прочистване от запорожци на днепърските острови.
Крепостта е наричана от съвременниците ѝ „Ключ към Запорожието“. Кодак е построена под ръководството на френския инженер Дьо Боплан, по заповед на хетман Конецполски.
За изграждането ѝ Сеймът отпуска 100 000 полски злоти. Гарнизонът е съставен от 200 германски наемници драгуни, водени от френския офицер Жан Марион. Той не пропуска запорожките казаци на юг, забранява им да преминават покрай крепостта, да ловят риба в Днепър и всячески ги тормози.
Още през август 1635 г. – месец след издигането на крепостта, запорожки казаци, под командването на атаман Сулима, завръщайки се от поход, внезапно нападат през нощта и унищожават Кодак, избивайки целия гарнизон, а самият Марион е екзекутиран. Остават живи само 15 драгуни, които са били на разузнаване по време на нападението.
Крепостта е възстановена от германския инженер Фридрих Хеткант през 1639 г. Нейните размери са увеличени почти 3 пъти, построена е католическа църква и манастир, издигната е православна църква, гарнизонът е увеличен на 600 наемници. Огневата мощ е подсилена с артилерия, а на 3 километра от крепостта е изградена наблюдателна кула. Губернатор на Кодак става шляхтичът Ян Жолтовски, а комендант – Адам Конецполски, племенник на хетман Станислав Конецполски.
През септември 1648 г. 3 казашки полка, под командването на полковниците П. Шумейко, М. Нестеренко и Я. Вовченко, са изпратени да превземат крепостта. На 1 октомври 1648 г. крепостта Кодак капитулира без бой. Койдак е обявен от Богдан Хмелницки за сборно място на Малоруската казашка армия. Крепостните оръдия са снети, а самата крепост губи значението си до 1654 година.
По времето на хетман Иван Мазепа Кодак е стражеви пост срещу Запорожката Сеч. През 1711 г., по силата на Прутския мирен договор, тя е разрушена, заедно с други крепости в южната част на Русия.
В периода 1734 – 1775 г. Кодак е казашка „слобода́“ (населено място на освободени крепостни селяни), център на групата селища Кодакска паланка. В края на XVIII век селището Кодак е преименувано на Старие Кодаки, заселват се много запорожки казаци след унищожаването на Новата Сеч.
Руините на крепостта Кодак са съхранени и до днес. През 1910 г. по инициатива на Дмитрий Яворницки на мястото на крепостта е поставен паметник.
През 1940 г. в района е открита гранитна кариера, при чиято разработка за повече от 40 години са унищожени около 90 % от крепостта. След наводняването на кариерата са останали само северните землени валове и езеро.